# Château de Milhars
Le château de Milhars est un château-fort situé en Pays Albigeois sur la commune de Milhars dans le Tarn, en région Occitanie.

## Historique
Dès le XIIIe siècle, la seigneurie de Milhars est citée comme ayant été donné à un certain Géraud de Cauzaubon par le comte de Toulouse. La date de construction du premier château de Milhars n'est pas connue. Il fut cependant détruit au XVIe siècle.
Rebâti par la famille de Cazillac de 1630 à 1631, la seigneurie de Milhars fut ensuite convertie en marquisat, en 1653. Le dernier marquis de Milhars disparut à la Révolution, lorsqu'il fut guillotiné et jeté dans le charnier de Picpus[réf. souhaitée]. 
Acquis par la mairie, le château fut alors transformé en école-mairie, avant d'appartenir au couple d'écrivains Charles et Claire Géniaux, puis au peintre belge Albert Lemaître. Il passa ensuite de mains en mains jusqu'à aujourd'hui,.

## Architecture
Le château de Milhars possède un rare vestibule pavé d'une mosaïque de cailloux noirs, sur laquelle s'entrelacent des C. Ce même motif est visible sur la rampe de l'escalier. Il demeure toujours quatre tours qui ont été abaissées au niveau des toitures.
Il est classé sur la liste des monuments naturels et ses remparts sont inscrits à l’inventaire en 1943.